# Triquetra
Triquetra é um simbolo usado no cristianismo, na magia, na bruxaria, na Wicca e em geral no Ocultismo. A triquetra, em latim triquætra (de três pontas), é similar a um tríscele e pode ser interpretada como uma representação do Infinito nas três dimensões ou a Eternidade.
Originário das tradições celtas, representa as três faces da Grande Mãe, a energia criadora do universo, cujas três faces são a Virgem, a Mãe e a Anciã. 
Era um simbolo muito comum na civilização celta devido o seu enorme poder de proteção. Encontrado inscrito em pedras, capacetes e armaduras de guerra, era interpretado como a interconexão e interpenetração dos níveis Físico, Mental e Espiritual.
O círculo no meio, assim como no pentagrama, representa a perfeição e a precisão.
No Cristianismo, este símbolo passou a representar a Santíssima Trindade (Pai, Filho e Espírito Santo) pela igreja cristã céltica. Também podendo aparecer representado por três peixes entrelaçados.